# Asteroide Aton
Un asteroide Aton és qualsevol dels asteroides amb un semieix major inferior a una unitat astronòmica. Això els dona una òrbita interior a l'òrbita de la Terra, encara que la majoria d'ells tenen afelis majors a 1 ua (els asteroides amb òrbites enterament dins de l'òrbita terrestre són els asteroides Apohele, també anomenats asteroides Atira. El seu període orbital és inferior a un any. Porten el nom del primer membre del grup que es va descobrir, l'asteroide (2062) Aton.

## Asteroides Aton
- (2062) Aton
- (2340) Hathor
- (99942) Apophis
- 2004 FH
- 2019 VL5
- (3554) Amun

(llista no exhaustiva)